# Pernis (métro de Rotterdam)
Pour les articles homonymes, voir Pernis.
Pernis (en néerlandais Pernis) est une station, de la ligne C du métro de Rotterdam. Elle est située sur la Schalekampplein sur le territoire de l'arrondissement Pernis, de Rotterdam au Pays-Bas.
Mise en service en 2002, elle est desservie, depuis 2009, par les rames de la ligne C du métro.

## Situation sur le réseau

Plan du métro.

Établie en aérien, la station Pernis, de la ligne C du métro de Rotterdam, est établie entre la station Vijfsluizen, en direction du terminus nord-est De Terp, et la station Tussenwater, en direction du terminus sud-ouest De Akkers.
Elle comporte un quai central encadré par les deux voies de la ligne.

## Histoire
La station Pernis est mise en service le 4 novembre 2002, lors de l'ouverture à l'exploitation de la section de Marconiplein à Tussenwater.
En décembre 2009, lors de la réorganisation des lignes, elle devient une station de la ligne C du métro.

## Services aux voyageurs

### Accès et accueil
La station, située en aérien, dispose d'un accès au niveau du sol. Elle est équipée, notamment, d'automates pour l'achat ou la recharge de titres de transport et d'un ascenseur pour l'accessibilité des personnes à la mobilité réduite.

### Desserte
Pernis, est desservie par les rames de la ligne C, en provenance ou à destination des terminus De Terp et De Akkers.

Installations et desserte
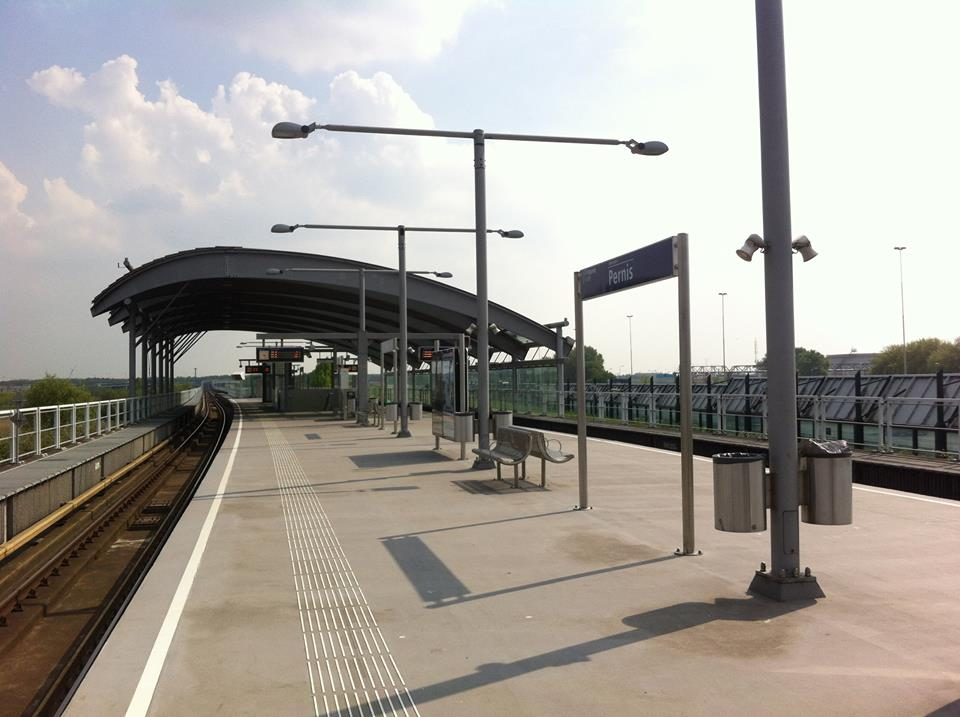
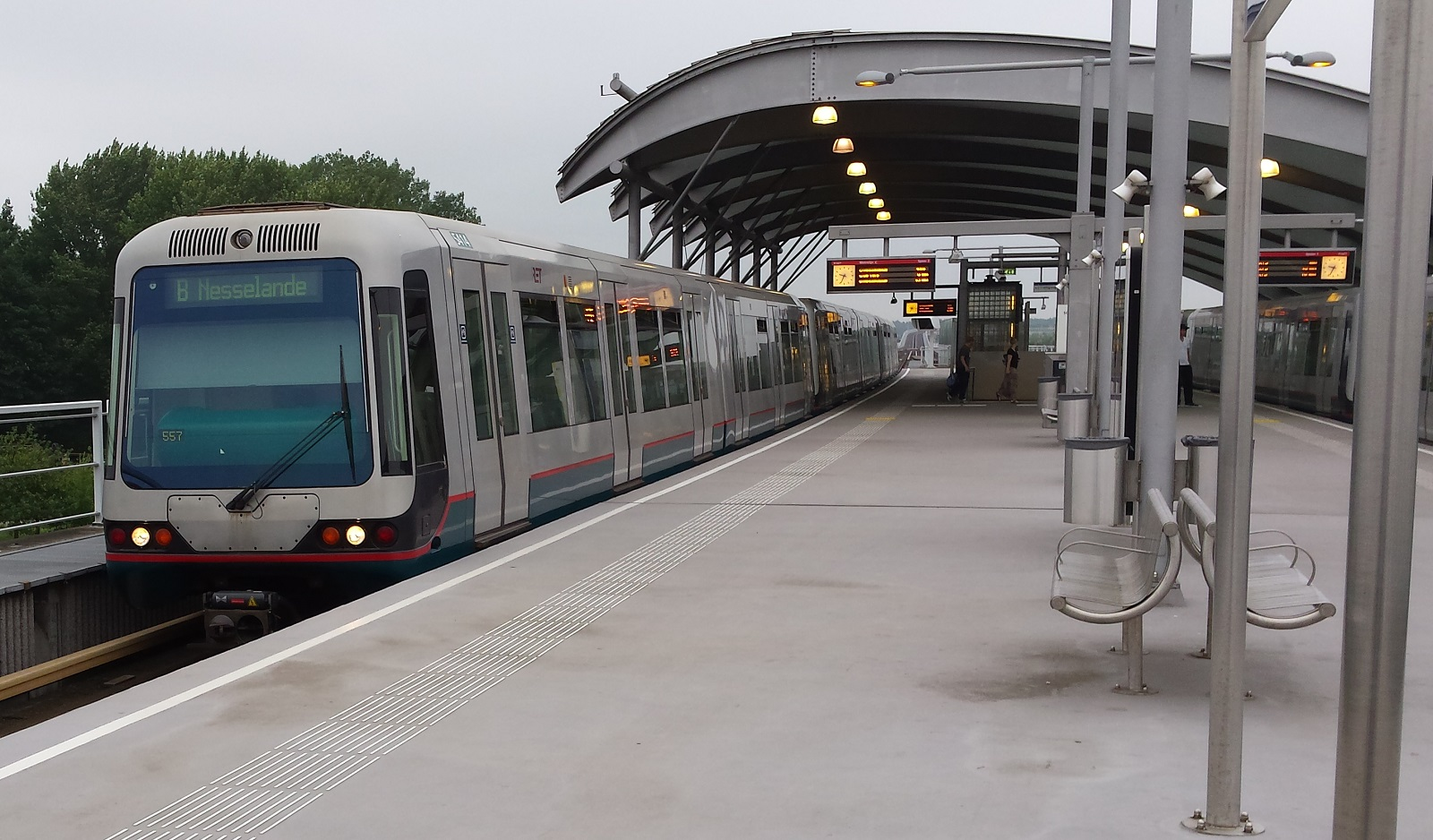
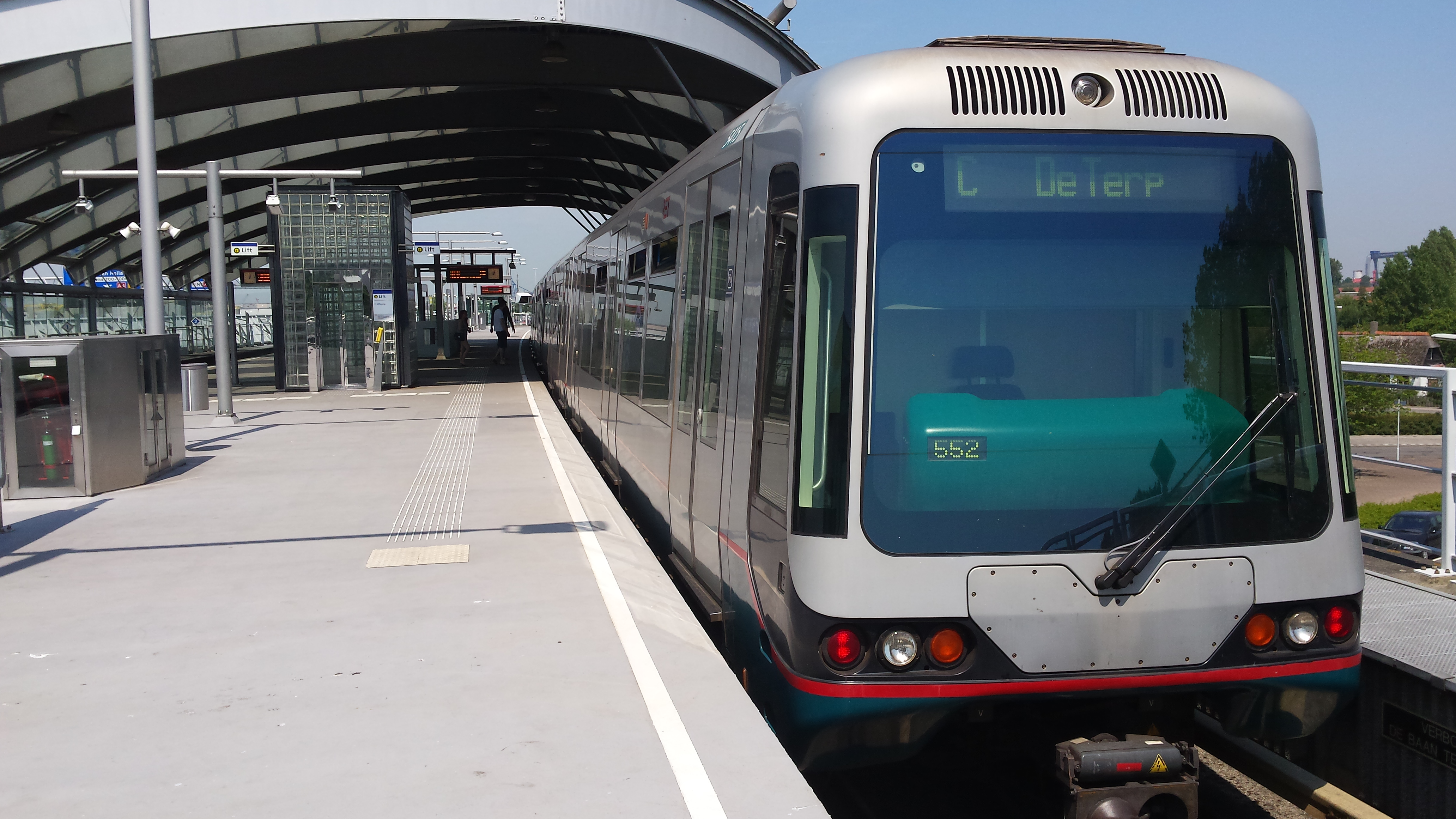

### Intermodalité
La station dispose d'un parking P+R pour les véhicules. Elle est desservie par les bus de la ligne 69, ainsi que par les bus BOB de la ligne B7.